# قشلاق حاجي غل أقا (مقاطعة بيله سوار)
قشلاق حاجي غل أقا (بالإنجليزية: Qeshlaq-e Hajji Gol Aqa)‏ هي منطقة سكنية تقع في إيران في أردبيل.